# Pickův vzorec

i = 7, h = 8,
S = i + h/2 − 1 = 10

Pickův vzorec mluví o obsahu mnohoúhelníku daného na mřížce. Nese jméno rakouského matematika Georga Alexandera Picka.
Obsah: {\displaystyle S=i+h/2-1}
i - počet bodů mřížky uvnitř mnohoúhelníku (mimo hrany)

h - počet bodů mřížky na hranách mnohoúhelníku